# لیگ عالی تاجیکستان ۲۰۲۳
لیگ عالی تاجیکستان ۲۰۲۳، سی و دومین دوره لیگ عالی تاجیکستان، برترین سطح فوتبال تاجیکستان برای باشگاه‌های فوتبال تاجیکستان است.

## تیم‌ها
۱۰ تیم در این دوره حضور دارند.
- استقلال دوشنبه
- خجند
- ریگر-تداز
- زسکا پامیر
- ختلان
- روشن کولاب
- کوکتوش رودکی
- اسخطه خجند
- فیض‌خند
- خوصیلات فرخار